# Kujtim Çashku
Kujtim Çashku, född 1950 i Tirana i Albanien, är en albansk manusförfattare och filmregissör.